# Kęstutis Šapka
Kęstutis Šapka (Vilnius, 15 de novembro de 1949) é um antigo atleta lituano, especialista em salto em altura. Em representação da União Soviética, foi campeão europeu em 1971 e campeão europeu em pista coberta em 1974.
Participou nos Jogos Olímpicos de Munique, em 1972, onde foi apenas 12º na final de salto em altura.